# Zagorica nad Kamnikom
Zagorica nad Kamnikom – wieś w Słowenii, w gminie Kamnik. W 2018 roku liczyła 161 mieszkańców.